# Махни
Махни — опустевшая деревня в Зуевском районе Кировской области.

## География
Находится на правобережье реки Чепца на расстоянии примерно 13 километров по прямой на северо-запад от районного центра города Зуевка.

## История
Упоминается с 1671 года как Починок за Семиплесным озером, в 1678 году учтен 1 двор, в 1764 — 11 жителей. В 1873 году учтено было дворов 5 и жителей 44, в 1905 — 10 и 48, в 1926 — 17 и 112, в 1950 — 22 и 83 соответственно. В 1989 году учтено 5 жителей.

## Население
Постоянное население составляло 4 человека (русские 100 %) в 2002 году, 0 в 2010.